# Argos Oil

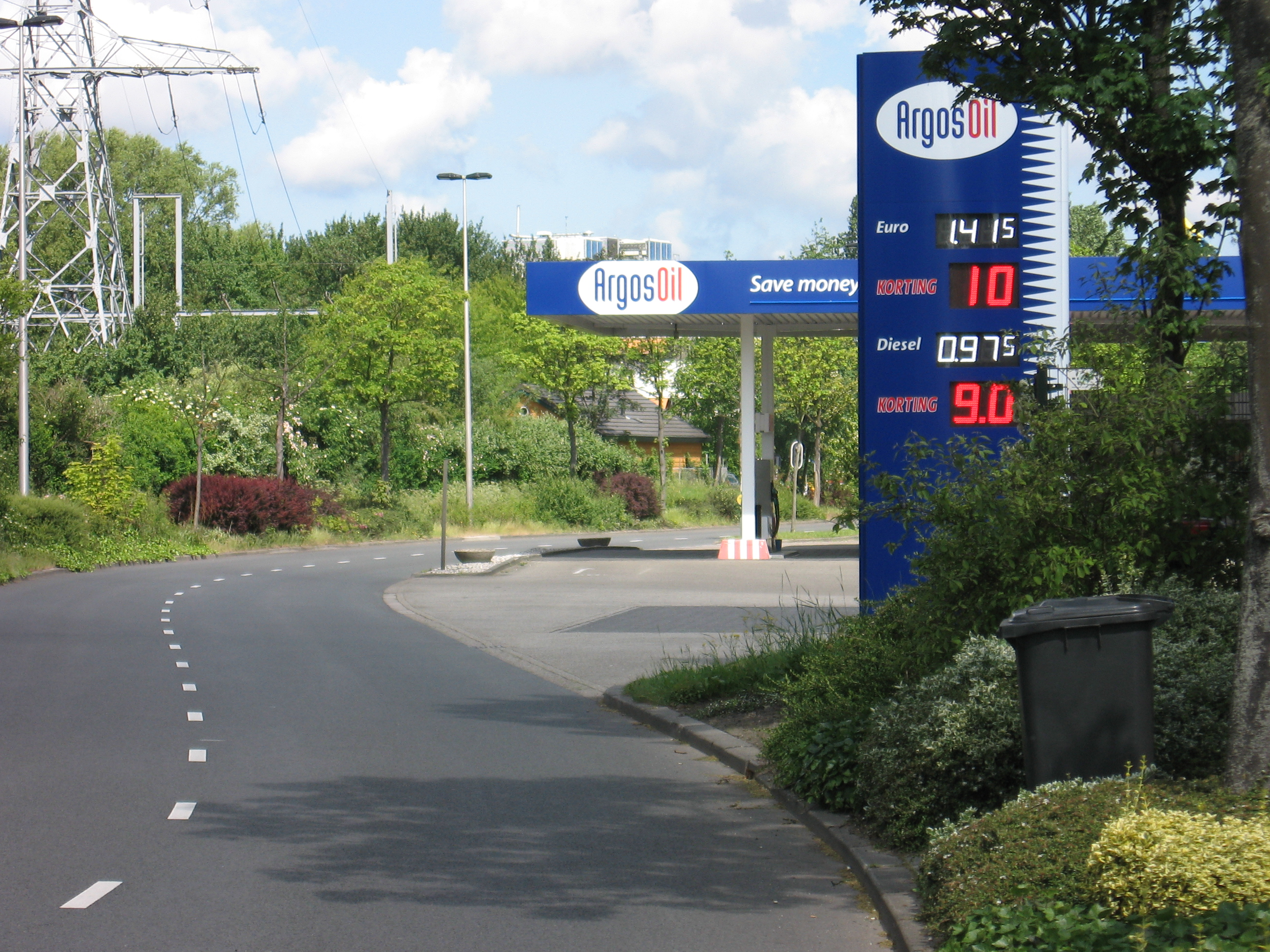
Argos in Delft

Argos Oil is een distributeur van aardolieproducten. Het bedrijf is actief in Nederland, België, Luxemburg, Duitsland en Frankrijk. Het hoofdkantoor van Argos Oil is gevestigd in Rotterdam.

## Geschiedenis
Argos Oil werd in 1984 opgericht door Peter Goedvolk. Hij nam een kleine oliehandel in Piershil over. Het bedrijf heette Goud en had slechts twee personeelsleden. Het bedrijf breidde  snel uit, zowel autonoom als door overnames. Zo werd omstreeks 1995 het Vlaardingse bedrijf Argos gekocht, dat schepen bevoorraadde en enkele bunkerschepen en een terminal in de Rotterdamse haven bezat. In 2007 werd Bessel-Kok (BK-Gas) overgenomen. In hetzelfde jaar werd te Rotterdam een biodieselfabriek gebouwd met een capaciteit van 250.000 ton per jaar.
In november 2010 verkoopt Argos Oil, en partner Glencore, de biodieselfabriek te Pernis aan Biopetrol. De aandelen van het Rotterdamse Argos Oil in Dutch Biodiesel (40%) wordt omgezet in een minderheidsbelang in Biopetrol van circa 17%. Glencore was voor de transactie al grootaandeelhouder in Biopetrol. Na de transactie heeft Biopetrol vier productievestigingen waarvan twee in Rotterdam met een capaciteit van 650.000 ton en twee fabrieken in het Duitse Rostock en Schwarzheide met een gezamenlijke capaciteit van in totaal 350.000 ton.

## Organisatiestructuur
Argos Oil bestaat uit drie divisies:
- International Trading: de internationale handelsactiviteiten. De grondstoffen en producten betreffen: gasolie, dieselolie, biodiesel, plantaardige oliën, benzine en benzinecomponenten als ETBE, MTBE en ethanol.
- Production & Supply: de productie- en opslag- en distributie-afdeling
- Marketing & Sales: de verkoopafdeling. Hieronder vallen onder meer de bunkerstations voor rivier- en zeevaart, BK-gas en de levering van smeeroliën.

## Activiteiten
Argos had in 2010 een omzet van meer dan € 2 miljard en bood werk aan meer dan 550 medewerkers. In 2008 beschikte het bedrijf over 15 bunkerschepen en 15 tankauto's. In Nederland werden 30 bemande en 25 onbemande tankstations geëxploiteerd. Diesel en benzine werd aan 75 tankstations geleverd en lpg aan 500 tankstations. Daarnaast werden smeermiddelen verkocht onder de merknaam Argos Surpreme.
In België en Luxemburg worden 25 handelaren van huisbrandolie voorzien. 15 tankstations worden met benzine en diesel, en 100 tankstations met lpg bevoorraad.
Hiernaast is Argos actief in Frankrijk en Duitsland. In Neuss beschikt Argos Oil over Hummel Energie, een energieproductiefaciliteit die ongeveer 30.000 huishoudens voorziet van hernieuwbare energie. Met de Hummel-technologie worden warmte en elektriciteit opgewekt met behulp van traag roterende turbines die draaien op plantaardige olie.
Voor de opslag van uiteenlopende olieproducten beschikt Argos over terminals en depots in Nederland (Pernis), België (Gent), Duitsland (Emmerik) en Frankrijk (Chalon-sur-Saône en Beaune-la-Rolande). De Argos terminal in Rotterdam Pernis ligt aan diep water en beschikt over een opslagcapaciteit 650.000 m3 die wordt uitgebreid tot 850.000 m3. Het in 2010 verworven depot te Gent beschikt over een capaciteit van 34.000 m3. De locaties Chalon-sur-Saône en Beaune-la-Rolande beschikken respectievelijk over 20.000 m3 en 70.000 m3 opslagcapaciteit.

## Fusies en overnames

### Fusie met North Sea Group
In mei 2011 werd bekend dat Argos Oil en North Sea Group (NSG) fusiegesprekken voerden. NSG is een belangrijke speler op de West-Europese oliemarkt en combineert de opslag en distributie met de internationale handel in en verkoop van minerale oliën en biobrandstoffen. Het Nederlandse bunkerbedrijf North Sea Holding werd in 1998 overgenomen door de - destijds - beursgenoteerde onderneming Petroplus, met Van Poecke als een van de grootaandeelhouders. Acht jaar later, in september 2006, verkocht Petroplus haar hele bunkerdivisie, waaronder NSG, voor een kleine € 100 miljoen aan investeerder Dik Wessels.
Als de gesprekken succesvol worden afgesloten ontstaat een bedrijf met 850 werknemers, een gezamenlijke tankopslagcapaciteit van ruim 1,5 miljoen m3 en een jaaromzet van ongeveer € 10 miljard. De Europese Commissie zag geen bezwaren in de samensmelting gezien de relatief kleine marktaandelen van de twee bedrijven. Op 25 oktober 2011 werd de fusie een feit. Het bedrijf blijft onder leiding staan van Peter Goedvolk, ook al de bestuursvoorzitter van Argos Oil voor de fusie. De aandeelhouders van het gefuseerde bedrijf zijn Reggeborgh, Atlas Invest, Argos Energy Group en het personeel (STAK Management). Reggeborgh is de investeringsmaatschappij van Dik Wessels en Atlas Invest staat onder leiding van Marcel van Poecke.

### Geen overname door Sistema
Op 31 oktober 2012 maakte Argos bekend dat het wordt overgenomen door het Russische oliebedrijf Sistema. De huidige aandeelhouders hebben een principeovereenkomst gesloten om alle aandelen te verkopen. Sistema is een van de grootste bedrijven van Rusland met activiteiten op het gebied van telecommunicatie, media en energie. Met Sistema als eigenaar hoopt Argos haar groeistrategie te kunnen versnellen. Bij het Nederlandse oliebedrijf werken ongeveer 800 mensen verspreid over meer dan 20 landen. De omzet bedraagt naar verwachting zo’n € 13 miljard in het nog af te sluiten boekjaar 2012. De overnamesom werd niet bekendgemaakt.
Eind juni 2013 werd bekend dat Peter Goedvolk per direct aftreedt als directievoorzitter van Argos Oil. Goedvolk blijft wel als commissaris bij het bedrijf betrokken. Zijn vertrek heeft vermoedelijk te maken met de dreigende mislukking van de overname door Sistema. De overname is al bijna een jaar geleden aangekondigd, maar daarna is grote onenigheid over de overnameprijs ontstaan. Goedvolks tegenhanger bij Sistema, oprichter en grootaandeelhouder Vladimir Yevtushenkov, zei een paar maanden geleden tegenover persbureau Reuters niet meer dan $ 150 miljoen te willen betalen, waar Argos uitging van $ 750 miljoen. Dick Wessels controleert ongeveer de helft van de aandelen. Atlas Invest heeft net als Goedvolk ongeveer een kwart in handen. De gesprekken over een overname door het Russische Sistema zijn in de zomer van 2013 afgeketst waardoor Argos Oil zelfstandig blijft. In februari 2014 verkoopt oprichter Goedvolk zijn aandelen in Argos aan de twee andere aandeelhouders Reggeborgh en Atlas Invest. Daarmee komt een eind aan een slepend conflict dat volgde nadat de overname door Sistema niet doorging.

### Fusie met Varo Energy
In mei 2015 werd bekend dat Argos Oil opgaat in een fusie met de Zwitserse branchegoot Varo Energy, hierdoor raakt het verbonden met Vitol. Het bedrijf zal Varo Energy gaan heten en wordt geleid door Roger Brown, de huidige algemeen directeur van Varo Energy. Het bedrijf zal na de fusie 1500 personeelsleden hebben.